# Vladímir Ieixéiev
Vladímir Ieixéiev   (Novaya Zarya, 7 de maig de 1958) és un arquer rus, ja retirat, que va competir sota bandera de la Unió Soviètica i l'Equip Unificat durant les dècades de 1980 i 1990.
El 1980 va prendre part en els Jocs Olímpics d'Estiu de Moscou, on fou sisè en la competició individual del programa de tir amb arc. El boicot soviètic als Jocs de Los Angeles de 1984 evità la seva segona participació en uns Jocs. Hagué d'esperar als Jocs de 1988, a Seül, on disputà dues proves del programa de tir amb arc. Guanyà la medalla de bronze en la competició individual, mentre en la competició per equips fou cinquè. El 1992, als Jocs de Barcelona, sota bandera de l'Equip Unificat, va disputar els seus tercers Jocs Olímpics. Destaca la vuitena posició en la competició per equips.
En el seu palmarès també destaquen tres medalles en el Campionat del Món. D'or en individual el 1987 i per equips el 1989, i de bronze per equips el 1981. Al Campionat d'Europa va guanyar set medalles, una d'or, el 1982, i una de plata, el 1988, en individual, i tres d'or, el 1988, 1990 i 1992, i  dues de plata, el 1980 i 1982, per equips. També va guanyar cinc campionats soviètics individuals, 1980, 1981, 1983, 1986 i 1987.
Una vegada retirat fou entrenador de tir amb arc de l'equip nacional portuguès entre el 1993 i el 1995. Posteriorment presidí la Federació Russa de Tir amb Arc, càrrec que abandonà el febrer de 2025, alhora que fou vicepresident de la Unió Europea i Mediterrània de Tir amb Arc (EMAU) i membre del comitè executiu de la Federació Internacional de Tir amb Arc (FITA).